# ورزیا دوالیانا
ورزیا دوالیانا(نام علمی: Vriesea duvaliana) نام یک گونه از تیره آناناسیان است.